# Solido

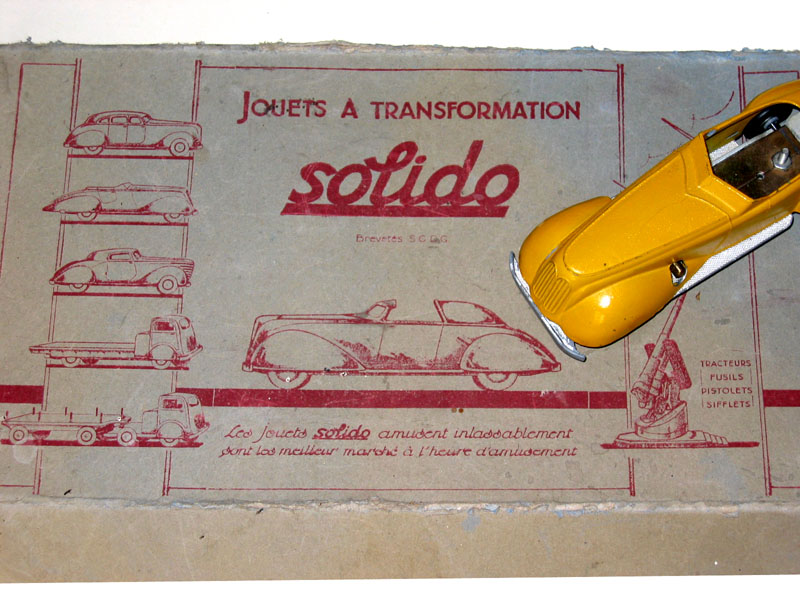
Antieke Solido modelauto - 1938

Solido is een Franse fabrikant van miniatuurauto's.
In 1934 werd het bedrijf officieel opgericht door de Fransman Ferdinand de Vazeilles, die reeds sinds het begin van de jaren 30 van de 20e eeuw miniatuurauto's modelleerde.
Het eerste model was in 1932 een "bougie op wielen".
Veel belangrijke technische innovaties op het gebied van vormen en gieten van modellen zijn afkomstig van Solido en worden nog steeds wereldwijd toegepast.
Zo was Solido een van de eerste fabrikanten die modellen in de schaal 1 op 43 maakte. In de loop van de tijd had Solido al meer dan 100 octrooien op het gebied van miniatuurauto's.
De meeste modellen waren gebaseerd op modellen uit de Franse automobielindustrie.
Solido bouwde modellen in 1:87, 1:60, 1:50 (vrachtwagens), 1:43, 1:18 en 1:12. Eind jaren 90 werden diverse oudere modellen door Solido dochter Verem opnieuw uitgegeven.
In 1982 werd Solido door zijn befaamde concurrent Majorette overgenomen. In 1987 ontwikkelde Solido zijn eerste model op 1:18, een Bugatti Royale. 1992 was een slecht jaar. Moederconcern Majorette ging failliet en werd overgenomen door Ideale loisirs. In 1995 werd het bedrijf vervolgens doorverkocht aan het Duitse Triumph-Adler die op zijn beurt het bedrijf in 2003 doorverkocht aan het grootste Franse speelgoedconcern, Smoby. In 2015 werd het onderdeel van OttOmobile.

## Bron
- Miniatuurauto.nl

Abrex ·
Action ·
Agat ·
AHC Models ·
Amalgam ·
AWM ·
Apek ·
Artitec ·
Aurometal ·
Autoart ·
B-A-C ·
Bandai ·
Barlux ·
Best box ·
Bburago ·
BGM ·
Biante ·
Blue Box ·
Brami ·
Brekina ·
Britains ·
Buby ·
Budgie ·
Bymo ·
Cararama ·
Carex ·
Carisma ·
Carson ·
Charbens ·
Champion ·
CM's ·
Compact Specials Europe ·
Conrad ·
Corgi ·
Darda ·
DeAgostini ·
De Backer ·
Diamond Label ·
Dinky Toys ·
Doorkey ·
Edocar ·
Efsi ·
Eko ·
Elekon ·
Eligor ·
Ellas ·
ERTL ·
Espewe ·
Estetyka ·
Exoto ·
Faller ·
Galgo ·
Gama ·
Gasquy ·
Gisima ·
GMP ·
Greenlight ·
Grell ·
Guiloy ·
Guisval ·
Hasegawa ·
Herpa ·
Highspeed ·
Holland Oto ·
Hongwell ·
Hot Wheels ·
Husky ·
Igra ·
Italeri ·
J.M.K. ·
Jada Toys ·
Joal ·
Johnny Lightning ·
Jouef ·
Joy city ·
Kaden ·
KEES ·
Kenner ·
Kentoys ·
Konami ·
KOVAP ·
Kyosho ·
LEGO ·
Lesney ·
Limocars ·
Lion Toys ·
Lledo ·
Lone Star ·
Maisto ·
Majorette ·
Märklin ·
Marx ·
Matchbox ·
Mebetoys ·
Mercury ·
Metchy ·
Miho ·
Miniauto ·
MiniChamps ·
Mira ·
Monogram ·
Monti System ·
Morestone ·
MotorMax ·
Muky ·
Neo Scale Models ·
New Ray ·
Norev ·
Norscot ·
Novoexport ·
NZG ·
Onyx ·
Oxford Diecast ·
Permot ·
Pilen ·
Pioneer ·
Plasticart ·
Playart ·
Pocher ·
Poliguri ·
Polistil ·
Politoys ·
Portegies ·
Premium Classixxs ·
Racing Champions ·
Radon ·
Rainbow Toys ·
R.A.M.I. ·
Realtoy ·
Real-X ·
Redbox ·
REI ·
Replicars ·
Retro 43 ·
Revell ·
Rietze ·
Rivarossi ·
Road Signature ·
Roco ·
Ros ·
RW Modell ·
Sablon ·
Safir ·
Schabak ·
Schuco ·
SEBA ·
Septoy ·
Shelby Collectables ·
SIKU ·
Směr ·
Solido ·
Spark ·
Speedy ·
Summer ·
Tamiya ·
Tantal ·
Tekno ·
Tematoys ·
Tin Toys ·
Tomica ·
Tonka ·
Tootsietoy ·
Tuf Tots ·
Universal Hobbies ·
Valvoline ·
Vemi ·
Welly ·
Wiking ·
Winner ·
Wörlein ·
WSI ·
X-concepts ·
Yatming ·
Yaxon ·
Yow Modellini ·
Zee toys ·
Zylmex